# Baukalkulation
Die Baukalkulation ist in der Bauwirtschaft die Kalkulation der Baukosten innerhalb der vorgesehenen Bauzeit zur Ermittlung des Angebotspreises.

## Allgemeines
Dabei hat sich für die Kostenträgerrechnung in der Bauwirtschaft der Terminus „Kalkulation“ durchgesetzt. Die Baukalkulation ist mit erheblichen Unsicherheiten verbunden, weil insbesondere die Bauzeit und das Nachtragsmanagement nicht sicher eingeschätzt werden können.
Ziel kann die Ermittlung der Kosten für einzelne Projekte (Preisfindung) oder eine Gesamtkostenrechnung (Kostenträgerrechnung) für die Festlegung der Kalkulationssätze sein. Kostenträger ist ein Bauvorhaben oder eine Baustelle. Die Planung und Abrechnung der Kosten größerer Bauvorhaben erfolgt nach Maßgabe eines Projektkontenrahmens bzw. Projektkontenplans anhand des Projektstrukturplans. Methodisch werden Endsummenkalkulation und Zuschlagskalkulation unterschieden. Inhaltlich kann die Kalkulation auf Vollkostenrechnungs- oder Teilkostenrechnungsbasis erfolgen. In den verschiedenen Bauphasen eines Bauprojektes kann es verschiedene Arten der Kalkulation geben:

## Arten
Arten sind die Angebotskalkulation, Auftragskalkulation, Arbeitskalkulation, Zwischenkalkulation, Nachkalkulation und Nachtragskalkulation.
- Angebotskalkulation

Ist die Ermittlung der objektspezifischen Kosten für eine ausgeschriebene Bauleistung (in der Regel die Erstellung eines Bauwerks oder eines Teils davon) zur Festsetzung des Angebotspreises. Dabei ist der Angebotspreis der Betrag, zu dem das Bauunternehmen eine bestimmte Bauleistung anbietet. Neben den in der Angebotskalkulation ermittelten Kosten sind u. a. auch Zuschläge für Wagnis und Gewinn sowie möglicherweise Zu- und Abschläge als Ergebnis der unternehmensindividuellen Einschätzung des Marktes Bestandteil des Angebotspreises. In diesem Sinne wird Preiskalkulation oft mit dem Begriff Kostenvoranschlag gleichgesetzt.
- Auftragskalkulation

Die zum Zeitpunkt des Vertragsschlusses gültige Angebotskalkulation wird als Auftragskalkulation bezeichnet (Vertragskalkulation). Diese kann entweder eine unveränderte oder eine aufgrund der Auftragsverhandlungen abgeänderte Angebotskalkulation sein.
- Arbeitskalkulation

Nach der Auftragserteilung beginnt die endgültige Planung des Bauablaufs mittels der Arbeitsvorbereitung. Ihr Ziel ist die Erstellung des Bauwerks mit optimaler Wirtschaftlichkeit. Gegenüber der Angebotskalkulation entstehen aufgrund veränderter Ausführungsmethoden oftmals andere Situationen und damit andere Kostenstrukturen. Diese sind in der Kalkulation des betriebswirtschaftlichen Aufwandes im Arbeitsablauf zu berücksichtigen. Die Arbeitskalkulation stellt somit eine Weiterentwicklung der Angebots- und Auftragskalkulation dar. Ihr obliegt die Fixierung der Sollkosten und Soll-Zeiten.
- Variantenkalkulation

Bei dieser Art der Kalkulation werden die Mengen und die Preise durch „variierte Mengen“ und „variierte Preise“ ersetzt und den bisherigen Preisen und Mengen gegenübergestellt. Als Resultat wird pro Position und über das Angebot sowohl ein Angebots- als auch ein Abrechnungsvor- bzw. -nachteil für die einzelne Position als auch das gesamte Angebot ausgewiesen.
- Prognosekalkulation

In der Prognosekalkulation werden in der Arbeitskalkulation sämtliche Eventualitäten eingearbeitet, um so die zur Bezugsfertigkeit zu erwartenden Kosten, Erlöse, Ergebnis usw. zu ermitteln.
- Nachkalkulation

Bei der Nachkalkulation werden den Soll-Ansätzen aus der Arbeitskalkulation die tatsächlichen Istkosten gegenübergestellt.
- Nachtragskalkulation

Bei der Nachtragskalkulation werden auf Basis der Auftragskalkulation die Kosten für gegenüber dem ursprünglichen Auftrag geänderte und zusätzliche Leistungen (Nachträge) ermittelt. Die zusätzlichen Bauleistungen waren im ursprünglichen Bauvertrag noch nicht berücksichtigt und müssen deshalb in einem Nachtrag kalkuliert werden.
- Urkalkulation

Als Urkalkulation wird in der Baukalkulation die dem öffentlichen Auftraggeber im Rahmen der Ausschreibung überlassene versiegelte Fassung einer Angebotskalkulation bezeichnet. Für Form und Inhalt einer Urkalkulation sind keine Regularien definiert. Es bleibt dem Anbieter überlassen, ob er eine detaillierte Angebotskalkulation mit Ausweis der Mittellöhne, Material- und Hilfsmaterialqualitäten, deren Mengen- und Stückkosten, der Maschinen- und Gerätedaten (z. B. Leistungsdaten, AfA u. a.), Erschwernis-, Minder- und Mehrmengenzuschläge und Zuschläge für Gemeinkosten, Wagnis & Gewinn etc. ausweist. Auch eine zusammenfassende Liste mit den Ergebnissen einer Angebotskalkulation oder ein von der Angebotskalkulation abweichendes spekulativ verpreistes Leistungsverzeichnis der Ausschreibung erfüllt die Kriterien der Urkalkulation. Die Kalkulation von Nachträgen zu geänderten oder zusätzlichen Leistungen gemäß § 2 (5/6) VOB/B ist in kalkulatorischer Beziehung bzw. auf der Grundlage der ursprünglichen Kalkulation vorzunehmen. Für Nachtragsverhandlungen und im Rechtsstreit über eine Übereinstimmung mit vorgenannten Kalkulationsgrundlagen kann im Einvernehmen bzw. mit Zustimmung beider Parteien eine Urkalkulation aufgemacht werden.
- Endsummen- oder Kalkulation über die Angebotssumme

In der Endsummenkalkulation oder Kalkulation über die Endsumme wird zunächst wie in der Zuschlagskalkulation gerechnet. Alle Anteile aus den Zuschlägen für Baustellengemeinkosten, Allgemeine Geschäftskosten; und „Wagnis + Gewinn“ sowie eventuelle Umlagen, die ebenfalls mit diesen Prozentsätzen bezuschlagt sind, werden gesammelt und nach einem frei gewählten Schlüssel verteilt (umgelegt). Die Umlagebasis für den Lohn ist der Kalkulationslohn. Die Umlagebasis für die übrigen Kostenarten ist der Euro-Betrag aus den Kostenansätzen. Der Umlage-Einheitspreis wird aus der Addition von Kalkulationslohn zuzüglich Umlageprozentsatz und den übrigen Kostenarten mit ihren jeweiligen Umlageprozentsätzen berechnet. Zusätzliche Umlagen können auch direkt auf einzelne Positionen umgelegt werden. Diese umgelegten Beträge werden vorab aus den gesammelten Zuschlägen entnommen.

## Wirtschaftliche Aspekte
Die Baukalkulation ist eine Spezialkalkulation des Wirtschaftssektors Bauwesen. Sie nimmt ihre Kalkulationsgrundlagen den Unternehmensdaten des Bauunternehmens, insbesondere der Kosten- und Leistungsrechnung. Wesentliche Rolle spielen hier die Personalkosten (für Arbeitskräfte) und Materialkosten (insbesondere für Baumaterial). Die Eigenheit des Bauwesens besteht darin, dass es keinen zentralen Produktionsstandort wie etwa in der Industrie gibt, sondern die Bauleistung an vielen Baustellen erbracht wird. In der Baukalkulation macht sich dies durch höhere Transportkosten bemerkbar.